# Родионов, Сергей Юрьевич
Серге́й Ю́рьевич Родио́нов (род. 3 сентября 1962, Москва) — советский и российский футболист, нападающий, тренер, футбольный функционер. Президент академии «Спартак» имени Ф. Ф. Черенкова. Мастер спорта СССР международного класса (1989).

## Биография
Воспитанник ДЮСШ «Спартак», в которой занимался с 10 лет.
В 1978 году выступал за команду «Красная Пресня».
С 1979 года в московском «Спартаке». В 1980-е годы вместе с Фёдором Черенковым и Юрием Гавриловым составлял главную атакующую силу «Спартака». В чемпионатах СССР (высшая лига) провёл 279 матчей, забил 119 голов. Занимает 11-е место в списке самых результативных футболистов в истории чемпионата СССР. Шесть сезонов подряд (1984—1989) забивал не менее 12 мячей в чемпионате СССР. Лучший результат в карьере — 17 голов в 23 матчах сезона 1986 года.
27 августа 1980 года в возрасте 17 лет 358 дней дебютировал в сборной СССР в матче против сборной Венгрии, выйдя на замену Сергею Андрееву на 84-й минуте. Уже через минуту Родионов стал автором забитого мяча. Более ранний дебют в сборной был только у Эдуарда Стрельцова.
19 сентября 1980 года в возрасте 18 лет 16 дней забил свой дебютный гол в еврокубках в матче 1/16 Кубка европейских чемпионов против Женнес (Люксембург), став таким образом самым молодым автором гола сразу в двух категориях: в главном евротурнире среди отечественных футболистов и во всех еврокубках среди футболистов СССР (в российское время этот результат улучшили Петр Быстров, а затем Магомед-Шапи Сулейманов забившие до наступления 18 лет). В ответном матче забил ещё гол, став единственным отечественным футболистом младше 19-ти лет, который забил 2 гола в главном евротурнире.
В 1990 году уехал во Францию. Однако карьера в «Ред Старе» не получилась из-за многочисленных травм. Сразу после приезда во Францию «полетели» крестообразные связки колена, из-за чего продолжительное время лечился.
За несколько дней до начала сезона 1992/93 в товарищеской игре травмировал плечо, из-за чего пропустил 5 месяцев. На поле вышел в ноябре 1992 и вместе с ним команда выдала неплохую серию — 10 матчей без поражений.
Из-за травм в общей сложности пропустил год и два месяца. Несмотря на это, заслужил признание у болельщиков клуба своей искренней игрой.
В середине 1993 года вернулся в «Спартак». Дебютировал в чемпионатах России 2 сентября 1993 года в игре против московского «Динамо» за день до своего 31-летия, выйдя в перерыве на замену вместо Фёдора Черенкова. 15 сентября сделал хет-трик в ворота «Сконто» в Риге в первом тайме матча квалификации Лиги чемпионов. 2 марта 1994 года в «Лужниках» вышел на замену и забил «Барселоне» в матче групповой стадии Лиги чемпионов (2:2). 11 марта забил свой первый мяч в чемпионатах России в ворота «Жемчужины» (3:1). Из-за травмы не играл с начала апреля до осени 1994 года. 7 декабря 1994 года забил единственный мяч «Спартака» в матче Лиги чемпионов против ПСЖ в Париже (1:4). 9 августа 1995 года сделал дубль в ворота «Крыльев Советов» (5:1). Это были последние голы Родионова в чемпионате России. 1 октября 1995 года в матче против «КАМАЗа» в Лужниках 33-летний Родионов последний раз сыграл за «Спартак» в чемпионате России. Всего за три сезона Родионов провёл в чемпионате России 24 матча и забил 5 мячей. В основной стадии Лиги чемпионов сыграл 6 матчей и забил два мяча.
По завершении карьеры футболиста в 1996—1998 годах тренировал «Спартак-2» Москва, а в 2001—2003 — тренер дублеров клуба «Спартак» Москва.
В 2004 — тренер «Анжи» Махачкала, в 2004—2006 — снова главный тренер дублирующего состава клуба «Спартак» Москва.
С 26 апреля 2006 года по январь 2011 года — второй тренер основной команды. В декабре 2010 года в Москве окончил 240-часовое обучение в ВШТ на тренерских курсах и получил лицензию Pro.
В 2011—2015 — президент футбольной академии «Спартака».
Со 2 июня 2015 — генеральный директор «Спартака». 18 декабря 2018 года покинул занимаемую должность и стал спортивным директором, в этой должности проработал до конца мая 2019 года.
6 августа 2019 года вернулся в академию «Спартак» имени Ф. Ф. Черенкова и стал там президентом.

## Достижения

### Достижения в качестве игрока
- Чемпион СССР: 1979, 1987, 1989
- Серебряный призёр Чемпионата СССР: 1980, 1981, 1983, 1984, 1985
- Бронзовый призёр Чемпионата СССР: 1982, 1986
- Финалист Кубка СССР: 1981
- Чемпион России: 1993, 1994
- Бронзовый призёр Чемпионата России: 1995
- Обладатель Кубка России: 1993/94
- Участник чемпионата мира: 1982, 1986
- Лучший бомбардир чемпионата СССР: 1989 (16 мячей)
- Член клуба Григория Федотова
- Член клуба 100 российских бомбардиров (162 гола)
- Восемь раз входил в список 33 лучших футболистов СССР, из них 4 раза под № 1 (1983, 1984, 1987 и 1989), по два раза под № 2 (1982 и 1986) и под № 3 (1981 и 1985).